# Rij rij rij
Rij rij rij is het derde album van de Nederlandse popgroep The Scene, uitgebracht in 1988.

## Nummers
| Nr. | Titel            | Schrijver(s)          | Duur |
| --- | ---------------- | --------------------- | ---- |
| 1.  | Kom omhoog       | Thé Lau               | 5:33 |
| 2.  | Hartslag         | Thé Lau               | 4:02 |
| 3.  | Borderline       | Reggie Lucas, Thé Lau | 3:19 |
| 4.  | Het werk van God | Thé Lau               | 4:47 |
| 5.  | S.E.X.           | Thé Lau               | 3:25 |

| Nr. | Titel               | Schrijver(s) | Duur |
| --- | ------------------- | ------------ | ---- |
| 6.  | Open vizier         | Thé Lau      | 4:52 |
| 7.  | Uit verwarring      | Thé Lau      | 3:55 |
| 8.  | Ritme               | Thé Lau      | 3:11 |
| 9.  | Rij rij rij         | Thé Lau      | 3:27 |
| 10. | Where love has gone | Thé Lau      | 3:55 |

### Heruitgave
Op 18 maart 1991 werd het album, naar aanleiding van het succes van 'Blauw', opnieuw op cd uitgebracht door Mercury Records, maar dan met in plaats van 'Where love has gone' als tiende track het nummer 'Rauw hees, teder', dat in 1989 al op single was verschenen.

| Nr. | Titel                           | Schrijver(s)          | Duur |
| --- | ------------------------------- | --------------------- | ---- |
| 1.  | Kom omhoog                      | Thé Lau               | 5:33 |
| 2.  | Hartslag                        | Thé Lau               | 4:02 |
| 3.  | Borderline                      | Reggie Lucas, Thé Lau | 3:19 |
| 4.  | Het werk van God                | Thé Lau               | 4:47 |
| 5.  | S.E.X.                          | Thé Lau               | 3:25 |
| 6.  | Open vizier                     | Thé Lau               | 4:52 |
| 7.  | Uit verwarring                  | Thé Lau               | 3:55 |
| 8.  | Ritme                           | Thé Lau               | 3:11 |
| 9.  | Rij rij rij                     | Thé Lau               | 3:27 |
| 10. | Rauw, hees, teder (bonus track) | Thé Lau               | 6:10 |

## Muzikanten
The Scene:
- Thé Lau - zang, gitaar
- Emilie Blom van Assendelft - bas, zang
- Wim Zeeman - drums, percussie

Gasten:
- Rob de Weerd - koor
- Barbara Jans - koor ("Kom omhoog")
- Rogier vd Ploeg - gitaar ("Open vizier")
- Kim Snelton - mondharmonica ("Uit Verwarring")
- Paul Berding - Bariton saxofoon ("Ritme")
- Otto Cooymans - toetsen ("Rauw, Hees, Teder")
- Eus van Someren - gitaar ("Rauw, Hees, Teder")
- Jeroen Booy - drums ("Rauw, Hees, Teder")

Productie:
- Rick de Leeuw